# 諸陵式
『諸陵式』（しょりょうしき）とは、『延喜式』において朝廷が管理すべき山陵諸墓に関する記述部分のこと。『延喜式』の巻第二十一にある。

## 解説
『延喜式』巻第二十一は八省のひとつである治部省とその下位組織である雅楽寮、玄蕃寮、諸陵寮について記されており、この中の諸陵寮に山陵諸墓に関する記述すなわち『諸陵式』がある。
諸陵寮の項冒頭より瓊瓊杵尊、火火出見尊、鸕鶿草不葺合尊の三つの神代陵以下、天皇陵および三后陵三十七陵、皇后以下皇妃墓および外戚墓など四十七墓が列記される。その陵墓名の下に諡号、陵墓所在地名、兆域の大きさ、四至（しいし）、陵戸や守戸の数などが記され、また陵墓遠近の区別、とくに荷前を奉らないものなどが判る。神代陵はいずれも日向国に在り陵戸が無いことが述べられており、これ以下の陵墓では郡名以下まで記され、陵戸の数も明らかにされるのとは大きく異なる。また田邑陵（文徳天皇陵）の近くに東西1町、南北1町の地を画して神代三陵を祭るための兆域と定められているのは、これら日向国にあるという三つの陵は既に実質上、諸陵寮の管理からは離れていたからだともいう。
陵墓所在地名は、新しいものは郷名まで記され、古いものは郡名までである。兆域については古いものは東西何町、南北何町と記し、新しいものは四至の境界あるいは面積が記される。天皇陵のうち嵯峨天皇、淳和天皇、清和天皇の三代は山陵を興さず、国忌荷前にいれないという遺詔に従って掲載されないが、贈天皇（草壁皇子、志貴皇子、早良親王）の3つの陵は記載されている。
三后陵は太皇太后、贈太皇太后、皇太后、贈皇太后、皇后、贈皇后の墳墓であるが、本文中の親王以下の皇族の人数と比較するとその墳墓が記されているのはごく少数に過ぎない。また皇后の墳墓のうち奈良時代以前のものは陵ではなく墓列に加えられている。
臣下の外戚の墓は奈良時代以後のものはほとんど全て記載され、そのほか不遇であった者や功臣の墓も記される。以上これらの三十七陵四十七墓はいずれも諸陵寮によって管理された。
その後の記述は総括するかたちで祭祀および管理の仕方が規定されている。すなわち荷前の幣物の員数および領幣の諸儀が詳細に記され、陵戸、守戸の定数および戸籍のこと、陵墓側近の原野を焼除すべきこと、毎年2月10日に陵墓の定例巡検をおこない、兆域の垣溝が損壊すればこれを修理し、さらに検分することなどが規定内容である。

## 内容
| 陵墓名                        | 埋葬者                                       | 陵墓地        | 兆域                             | 陵戸 守戸         | 遠近 | 宮内庁による治定                                              | 陵形     |
| ----------------------------- | -------------------------------------------- | ------------- | -------------------------------- | ----------------- | ---- | ------------------------------------------------------------- | -------- |
| 日向埃山陵 （可愛山陵）       | 天津彦彦火瓊瓊杵尊                           | 日向国        | ―                                | 無陵戸            | 遠陵 | 新田神社境内の神亀山の古墳 （鹿児島県薩摩川内市宮内町字脇園） | 方形     |
| 日向高屋山上陵                | 彦火火出見尊 （火折尊）                      | 日向国        | ―                                | 無陵戸            | 遠陵 | 神割岡の円墳 （鹿児島県霧島市溝辺町麓字菅ノ口）               | 円墳     |
| 日向吾平山上陵                | 彦波瀲武鸕鷀草葺不合尊                       | 日向国        | ―                                | 無陵戸            | 遠陵 | 鵜戸山の洞窟の塚 （鹿児島県鹿屋市吾平町大字上名）             | 洞窟     |
| 田村陵南原                    | 上記神代三陵を祭る                           | 山城国 葛野郡 | 東西一町 南北一町                | ―                 | ―    | ―                                                             | ―        |
| 畝傍山東北陵                  | 畝傍橿原宮御宇 神武天皇                      | 大和国 高市郡 | 東西一町 南北二町                | 守戸五烟          | 遠陵 | 四条ミサンザイ （奈良県橿原市大久保町）                       | 円丘     |
| 桃花鳥田丘上陵                | 葛城高丘宮御宇 綏靖天皇                      | 大和国 高市郡 | 東西一町 南北一町                | 守戸五烟          | 遠陵 | 塚山 （奈良県橿原市四条町）                                   | 円丘     |
| 畝傍山西南御陰井上陵          | 片塩浮孔宮御宇 安寧天皇                      | 大和国 高市郡 | 東西三町 南北二町                | 守戸五烟          | 遠陵 | アネイ山 （奈良県橿原市吉田町）                               | 山形     |
| 畝傍山南繊沙渓上陵            | 軽曲峡宮御宇 懿徳天皇                        | 大和国 高市郡 | 東西一町 南北一町                | 守戸五烟          | 遠陵 | マナゴ山 （奈良県橿原市西池尻町）                             | 山形     |
| 掖上博多山上陵                | 掖上池心宮御宇 孝昭天皇                      | 大和国 葛上郡 | 東西六町 南北六町                | 守戸五烟          | 遠陵 | 博多山 （奈良県御所市大字三室字博多山）                       | 山形     |
| 玉手丘上陵                    | 室秋津島御宇 孝安天皇                        | 大和国 葛上郡 | 東西六町 南北六町                | 守戸五烟          | 遠陵 | 玉手丘陵上の円墳 （奈良県御所市大字玉手字宮山）               | 円丘     |
| 片丘馬坂陵                    | 黒田廬戸宮御宇 孝霊天皇                      | 大和国 葛下郡 | 東西五町 南北五町                | 守戸五烟          | 遠陵 | 片岡神社裏の丘陵 （奈良県北葛城郡王寺町本町）                 | 山形     |
| 剣池嶋上陵                    | 軽堺原宮御宇 孝元天皇                        | 大和国 高市郡 | 東西二町 南北一町                | 守戸五烟          | 遠陵 | 中山塚1-3号墳 （奈良県橿原市石川町）                          | 前方後円 |
| 春日率川坂上陵                | 春日率川宮御宇 開化天皇                      | 大和国 添上郡 | 東西五段 南北五段                | 京戸十烟          | 遠陵 | 念仏寺山古墳 （奈良県奈良市油阪町）                           | 前方後円 |
| 山辺道上陵 （山辺道勾岡上陵） | 磯城瑞籬宮御宇 崇神天皇                      | 大和国 城上郡 | 東西二町 南北二町                | 守戸一烟          | 遠陵 | 行燈山古墳 （奈良県天理市柳本町字行燈）                       | 前方後円 |
| 菅原伏見東陵                  | 纏向珠城宮御宇 垂仁天皇                      | 大和国 添下郡 | 東西二町 南北二町                | 陵戸二烟 守戸三烟 | 遠陵 | 宝来山古墳 （奈良県奈良市尼ヶ辻町字西池）                     | 前方後円 |
| 山辺道上陵                    | 纏向日代宮御宇 景行天皇                      | 大和国 城上郡 | 東西二町 南北二町                | 守戸一烟          | 遠陵 | 渋谷向山古墳 （奈良県天理市渋谷町向山）                       | 前方後円 |
| 狭城盾列池後陵                | 志賀高穴穂宮御宇 成務天皇                    | 大和国 添下郡 | 東西一町 南北三町                | 守戸五烟          | 遠陵 | 佐紀石塚山古墳 （奈良県奈良市山陵町字御陵前）                 | 前方後円 |
| 惠我長野西陵                  | 穴門豊浦宮御宇 仲哀天皇                      | 河内国 志紀郡 | 東西二町 南北二町                | 守戸四烟          | 遠陵 | 岡ミサンザイ古墳 （大阪府藤井寺市藤井寺4丁目）                | 前方後円 |
| 狭城盾列池上陵                | 磐余稚桜宮御宇 神功皇后                      | 大和国 添下郡 | 東西二町 南北二町                | 守戸五烟          | 遠陵 | 五社神古墳 （奈良県奈良市山陵町字宮ノ谷）                     | 前方後円 |
| 惠我藻伏崗陵                  | 軽島明宮御宇 応神天皇                        | 河内国 志紀郡 | 東西五町 南北五町                | 陵戸二烟 守戸三烟 | 遠陵 | 誉田御廟山古墳 （大阪府羽曳野市誉田）                         | 前方後円 |
| 百舌鳥耳原中陵                | 難波高津宮御宇 仁徳天皇                      | 和泉国 大鳥郡 | 東西八町 南北八町                | 陵戸五烟          | 遠陵 | 大仙陵古墳 （大阪府堺市堺区大仙町）                           | 前方後円 |
| 百舌鳥耳原南陵                | 磐余稚桜宮御宇 履中天皇                      | 和泉国 大鳥郡 | 東西五町 南北五町                | 陵戸五烟          | 遠陵 | 上石津ミサンザイ古墳 （大阪府堺市西区石津ヶ丘町）             | 前方後円 |
| 百舌鳥耳原北陵                | 丹比柴籬宮御宇 反正天皇                      | 和泉国 大鳥郡 | 東西三町 南北二町                | 陵戸五烟          | 遠陵 | 田出井山古墳 （大阪府堺市堺区北三国ヶ丘町2丁）                | 前方後円 |
| 惠我長野北陵                  | 遠飛鳥宮御宇 允恭天皇                        | 河内国 志紀郡 | 東西三町 南北二町                | 陵戸一烟 守戸四烟 | 遠陵 | 市ノ山古墳 （大阪府藤井寺市国府1丁目）                        | 前方後円 |
| 菅原伏見西陵                  | 石上穴穂宮御宇 安康天皇                      | 大和国 添下郡 | 東西二町 南北三町                | 守戸三烟          | 遠陵 | 宝来城跡 （奈良県奈良市宝来4丁目）                            | 方丘     |
| 丹比高鷲原陵                  | 泊瀬朝倉宮御宇 雄略天皇                      | 河内国 丹比郡 | 東西三町 南北三町                | 陵戸四烟          | 遠陵 | 島泉丸山古墳と島泉平塚古墳 （大阪府羽曳野市島泉8丁目）        | 前方後円 |
| 河内坂門原陵                  | 磐余甕栗宮御宇 清寧天皇                      | 河内国 古市郡 | 東西二町 南北二町                | 陵戸四烟          | 遠陵 | 白髪山古墳 （大阪府羽曳野市西浦6丁目）                        | 前方後円 |
| 傍丘磐坏丘南陵                | 近飛鳥八釣宮御宇 顕宗天皇                    | 大和国 葛下郡 | 東西二町 南北三町                | 陵戸一烟 守戸三烟 | 遠陵 | 北今市古墳群の古墳 （奈良県香芝市北今市字的場）               | 前方後円 |
| 埴生坂本陵                    | 石上広高宮御宇 仁賢天皇                      | 河内国 丹比郡 | 東西二町 南北二町                | 守戸五烟          | 遠陵 | ボケ山古墳 （大阪府藤井寺市青山3丁目）                        | 前方後円 |
| 傍丘磐坏丘北陵                | 泊瀬列城宮御宇 武烈天皇                      | 大和国 葛下郡 | 東西二町 南北三町                | 守戸五烟          | 遠陵 | 志都美神社裏の丘陵 （奈良県香芝市北今市）                     | 山形     |
| 三島藍野陵                    | 磐余玉穂宮御宇 継体天皇                      | 河内国 嶋上郡 | 東西三町 南北三町                | 守戸五烟          | 遠陵 | 太田茶臼山古墳 （大阪府茨木市太田3丁目）                      | 前方後円 |
| 古市高屋丘陵                  | 勾金橋宮御宇 安閑天皇                        | 河内国 古市郡 | 東西一町 南北 一町五段           | 守戸五烟          | 遠陵 | 高屋築山古墳 （大阪府羽曳野市古市5丁目）                      | 前方後円 |
| 身狭桃花鳥坂上陵              | 檜隈廬入野宮御宇 宣化天皇                    | 大和国 高市郡 | 東西二町 南北二町                | 守戸五烟          | 遠陵 | 鳥屋ミサンザイ古墳 （奈良県橿原市鳥屋町字見三才）             | 前方後円 |
| 檜隈坂合陵                    | 磯城島金刺宮御宇 欽明天皇                    | 大和国 高市郡 | 東西四町 南北四町                | 守戸五烟          | 遠陵 | 梅山古墳 （奈良県高市郡明日香村平田）                         | 前方後円 |
| 河内磯長中尾陵                | 訳語田幸玉宮御宇 敏達天皇                    | 河内国 石川郡 | 東西三町 南北三町                | 守戸五烟          | 遠陵 | 太子西山古墳 （大阪府南河内郡太子町太子）                     | 前方後円 |
| 河内磯長原陵                  | 磐余池辺列槻宮御宇 用明天皇                  | 河内国 石川郡 | 東西二町 南北三町                | 守戸三烟          | 遠陵 | 春日向山古墳 （大阪府南河内郡太子町春日）                     | 方丘     |
| 倉梯岡陵                      | 倉梯柴垣宮御宇 崇峻天皇                      | 大和国 十市郡 | 無陵地                           | 無陵戸            | 遠陵 | 金福寺法華堂基壇跡 （奈良県桜井市倉橋）                       | 円形     |
| 磯長山田陵                    | 小墾田宮御宇 推古天皇                        | 河内国 石川郡 | 東西二町 南北二町                | 陵戸一烟 守戸四烟 | 遠陵 | 山田高塚古墳 （大阪府南河内郡太子町山田）                     | 方丘     |
| 押坂内陵                      | 飛鳥岡本宮御宇 舒明天皇                      | 大和国 城上郡 | 東西九町 南北六町                | 陵戸三烟          | 遠陵 | 段ノ塚古墳 （奈良県桜井市大字忍阪）                           | 上円下方 |
| 大坂磯長陵                    | 難波長柄豊碕宮御宇 孝徳天皇                  | 河内国 石川郡 | 東西五町 南北五町                | 陵戸三烟          | 遠陵 | 山田上ノ山古墳 （大阪府南河内郡太子町山田）                   | 円丘     |
| 越智岡上陵                    | 飛鳥川原宮御宇 皇極天皇                      | 大和国 高市郡 | 東西五町 南北五町                | 陵戸五烟          | 遠陵 | 車木ケンノウ古墳 （奈良県高市郡高取町車木）                   | 円丘     |
| 山科陵                        | 近江大津宮御宇 天智天皇                      | 山城国 宇治郡 | 東西 十四町 南北 十四町          | 陵戸六烟          | 近陵 | 御廟野古墳 （京都市山科区御陵上御廟野町）                     | 上円下方 |
| 檜隈大内陵                    | 飛鳥浄御原宮御宇 天武天皇                    | 大和国 高市郡 | 東西五町 南北四町                | 陵戸五烟          | 遠陵 | 野口王墓 （奈良県高市郡明日香村野口）                         | 円丘     |
| 檜隈大内陵 （合葬）           | 藤原宮御宇 持統天皇                          | 同上          | 同上                             | 同上              | 同上 | 同上                                                          | 同上     |
| 真弓丘陵                      | 岡宮御宇天皇 （草壁皇子）                    | 大和国 高市郡 | 東西二町 南北二町                | 陵戸六烟          | 遠陵 | 王塚古墳 （奈良県高市郡高取町大字森字森谷）                   | 円丘     |
| 檜前安占岡上陵                | 藤原宮御宇 文武天皇                          | 大和国 高市郡 | 東西三町 南北三町                | 陵戸五烟          | 遠陵 | 栗原塚穴古墳 （奈良県高市郡明日香村栗原）                     | 山形     |
| 奈保山東陵                    | 平城宮御宇 元明天皇                          | 大和国 添上郡 | 東西三町 南北五町                | 守戸五烟          | 遠陵 | 奈保山養老ケ峰 （奈良県奈良市奈良坂町字養老ケ峰）             | 山形     |
| 奈保山西陵                    | 平城宮御宇 浄足姫天皇 （元正天皇）           | 大和国 添上郡 | 東西三町 南北五町                | 守戸四烟          | 遠陵 | 奈保山弁財天丘陵 （奈良県奈良市奈良坂町字弁財天）             | 山形     |
| 佐保山西陵                    | 平城朝太皇太后 （藤原宮子）                  | 大和国 添上郡 | 東西 十二町 南北 十二町          | 守戸五烟          | 遠陵 | 所在不明                                                      | ―        |
| 佐保山南陵                    | 平城宮御宇勝宝感神 聖武天皇                  | 大和国 添上郡 | 東四段 西六町 南北七町           | 守戸五烟          | 遠陵 | 法蓮北畑古墳（多聞山城出城跡） （奈良県奈良市法蓮町字北畑）   | 山形     |
| 佐保山東陵                    | 平城朝皇太后 （光明皇后）                    | 大和国 添上郡 | 東三町 西四段 南北七町           | 守戸五烟          | 遠陵 | 多聞山城西丸跡 （奈良県奈良市法蓮町字多聞山）                 | 山形     |
| 淡路陵                        | 廃帝 （淳仁天皇）                            | 淡路国 三原郡 | 東西六町 南北六町                | 守戸一烟          | 遠陵 | 天王森丘 （兵庫県南あわじ市賀集岡ノ前）                       | 山形     |
| 高野陵                        | 平城宮御宇天皇 （孝謙・称徳天皇）            | 大和国 添下郡 | 東西五町 南北三町                | 守戸五烟          | 遠陵 | 佐紀高塚古墳 （奈良県奈良市山陵町字御陵前）                   | 前方後円 |
| 田原西陵                      | 春日宮御宇天皇 （志貴皇子）                  | 大和国 添上郡 | 東西九町 南北九町                | 守戸五烟          | 遠陵 | 田原西山古墳 （奈良市矢田原町）                               | 円丘     |
| 吉隠陵陵                      | 皇太后紀氏 （光仁天皇母・橡姫）              | 大和国 磯城郡 | 東西四町 南北四町                | 守戸五烟          | 遠陵 | 国木山頂 （奈良県宇陀市榛原角柄）                             | 円丘     |
| 田原東陵                      | 平城宮御宇 天宗高紹天皇 （光仁天皇）         | 大和国 添上郡 | 東西八町 南北九町                | 守戸五烟          | 近陵 | 田原塚ノ本古墳 （住所）                                       | 円丘     |
| 宇智陵                        | （光仁天皇）皇后 井上内親王                  | 大和国 宇智郡 | 東西十町 南北七町                | 守戸一烟          | 遠陵 | 御山、黒駒、大野三境の円墳 （奈良県五條市御山町）             | 円丘     |
| 大枝陵                        | 太皇太后高野氏 （桓武天皇母・新笠）          | 山城国 乙訓郡 | 東 一町一段 西九段 南二町 北三町 | 守戸五烟          | 遠陵 | 伊勢講山の円墳 （京都市右京区大枝沓掛町）                     | 円丘     |
| 柏原陵                        | 平安京御宇 桓武天皇                          | 山城国 紀伊郡 | 東八町 西三町 南五町 北六町      | 守戸五烟          | 近陵 | 桃山丘陵西麓の擬陵 （京都市伏見区桃山町永井久太郎）           | 円丘     |
| 高畠陵                        | 皇太后藤原氏 （桓武天皇后・乙牟漏）          | 山城国 乙訓郡 | 東三町 西五町 南三町 北六町      | 守戸五烟          | 近陵 | 伝高畠陵古墳 （京都府向日市寺戸町大牧）                       | 円丘     |
| 八嶋陵                        | 崇道天皇 （早良親王）                        | 大和国 添上郡 | 東西五町 南北四町                | 守戸二烟          | 近陵 | 崇道天皇社跡 （奈良県奈良市八嶋町字今里）                     | 円丘     |
| 河上陵                        | 贈皇后藤原氏 （平城天皇后・帯子）            | 大和国 添下郡 | 東西四町 南北四町                | 守戸五烟          | 遠陵 | 所在不明                                                      | ―        |
| 宇波多陵                      | 贈皇太后藤原氏 （淳和天皇母・旅子）          | 山城国 乙訓郡 | 東西四町 南一町 北一町           | 守戸五烟          | 遠陵 | 三ノ宮神社奥の円墳 （京都市西京区大枝中山町乳母堂）           | 円丘     |
| 石作陵                        | 贈皇太后 高志内親王 （[淳和天皇]后）         | 山城国 乙訓郡 | 東西三町 南二町 北六町           | 守戸六烟          | 遠陵 | 所在不明                                                      | ―        |
| 嵯峨陵                        | 太皇太后橘氏 （嵯峨天皇后・嘉智子）          | 山城国 葛野郡 | 東西六町 南二町 北五町           | 守戸三烟          | 遠陵 | 深谷山（明治修陵の円墳） （京都市右京区嵯峨鳥居本深谷町）     | 円丘     |
| 楊梅陵                        | 平安京御宇 日本根子押国彦尊天皇 （平城天皇） | 大和国 添上郡 | 東西二町 南北四町                | 守戸五烟          | 遠陵 | 市庭古墳 （奈良県奈良市佐紀町字ニジ山）                       | 円丘     |
| 深草陵                        | 平安京御宇 仁明天皇                          | 山城国 紀伊郡 | 東西 一町五段 南七段 北一町      | 守戸五烟          | 近陵 | 幕末造営の擬陵 （京都市伏見区深草東伊達町）                   | 方形     |
| 田邑陵                        | 平安京御宇 文徳天皇                          | 山城国 葛野郡 | 東西四町 南北四町                | 守戸五烟          | 近陵 | 太秦三尾古墳 （京都市右京区太秦三尾町）                       | 円丘     |
| 後山科陵                      | 太皇太后藤原氏 （文徳天皇母・順子）          | 山城国 宇治郡 | ―                                | 陵戸五烟          | 遠陵 | 安祥寺北の山腹 （京都市東山区山科御陵澤ノ川町）               | 円丘     |
| 中尾陵                        | 贈皇太后藤原氏 （光孝天皇母・澤子）          | 山城国 愛宕郡 | [ 注 1 ]                         | 陵戸五烟          | 近陵 | 府道脇の円墳 （京都市東山区今熊野宝蔵町）                     | 円丘     |
| 後田邑陵                      | 光孝天皇                                     | 山城国 葛野郡 | [ 注 2 ]                         | 陵戸四烟          | 近陵 | 仁和寺南西の円墳 （京都市右京区宇多野馬場町）                 | 円丘     |
| 小野陵                        | 贈皇太后藤原氏 （醍醐天皇母・胤子）          | 山城国 宇治郡 | [ 注 3 ]                         | 陵戸五烟          | 近陵 | 勧修寺の円墳 （京都市山科区勧修寺北大日町）                   | 円丘     |
| 白河陵                        | 太皇太后藤原氏 （清和天皇母・明子）          | 山城国 愛宕郡 | [ 注 4 ]                         | 陵戸三烟          | 遠陵 | 所在不明                                                      | ―        |
| 後深草陵                      | 中宮藤原氏 （陽成天皇母・高子）              | 山城国 紀伊郡 | [ 注 5 ]                         | 守戸三烟          | 遠陵 | 所在不明                                                      | ―        |